# Immortal Beloved
Immortal Beloved (bra: Minha Amada Imortal; prt: Paixão Imortal) é um filme biográfico britano-estadunidense de 1994, do gênero drama romântico-biográfico-musical, dirigido e escrito por Bernard Rose baseado na história do compositor alemão Ludwig van Beethoven, interpretado por Gary Oldman. 

## Enredo
Com a morte de Ludwig van Beethoven, Anton Schindler encontra as últimas vontades de seu velho amigo mencionado em seu testamento. Entretanto, no testamento, Beethoven deixa todos os seus bens a uma mulher mencionada apenas como Minha Amada Imortal.
Schindler inicia uma busca épica para descobrir a verdadeira identidade desta mulher e chega a conclusão de que se trata de Johanna Reiss, a filha de riquíssimo estofador de Viena. Johanna fica grávida de Beethoven, mas por uma mudança acidental de eventos ela se casa com seu irmão Kaspar. Seu filho, Karl van Beethoven, é criado por Ludwig na  esperança de torná-lo um importante músico, como ele.

## Elenco
- Gary Oldman como Ludwig van Beethoven
- Jeroen Krabbé como Anton Schindler
- Isabella Rossellini como Anna Maria Erdődy
- Johanna ter Steege como Johanna Reiss
- Christopher Fulford como Kaspar van Beethoven
- Marco Hofschneider como Karl van Beethoven
- Miriam Margolyes como Nanette Streicher
- Barry Humphries como Klemens von Metternich
- Valeria Golino como Giulietta Guicciardi
- Alexandra Pigg como Therese Obermayer
- Leo Faulkner como Ludwig van Beethoven (jovem)
- Matthew North  como Karl van Beethoven (jovem)